# 澳洲巨龍屬
澳洲巨龍（意為「南方（衍生義為澳洲）的泰坦」，或譯南方巨龍）是泰坦巨龍類的一屬蜥腳類恐龍，生存於晚白堊世森諾曼階至土侖階的岡瓦那大陸，相當於現今的澳洲中南部昆士蘭省。化石最早於2007年在溫頓組地層發現，其中包含暱稱為「Cooper」的部分骨骼，後來成為新屬新種庫柏澳洲巨龍（Australotitan cooperensis）的正模標本EMF 102，2021年另有其他標本一起歸入本屬。南方巨龍是截至目前為止澳洲所發現過體型最大的恐龍，身長約25至30公尺。

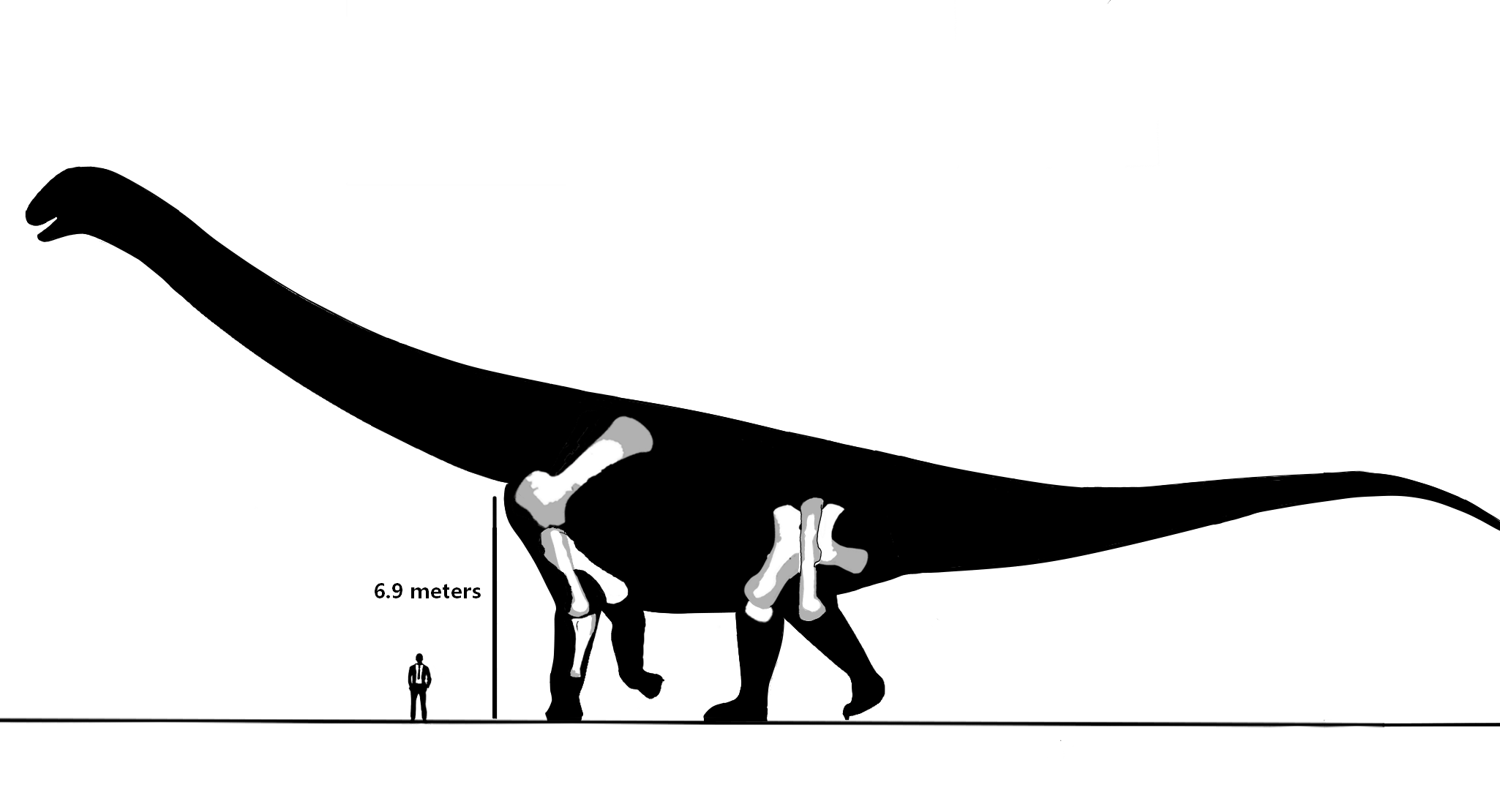
与人类的体型比较，展示了EMF102的已知材料（白色）和缺失材料（灰色）

## 發現
澳洲巨龍的首具化石是於2005年由Sandy Mackenzie在澳洲昆士蘭東南方伊羅曼加附近的溫頓組地層所發現，他於先前的2004年已在父母的土地採集到其他化石。2005年11月至2010年4月期間，由昆士蘭博物館和伊羅曼加自然史博物館（The Eromanga Natural History Museum）的聯合團隊挖掘並清修這些化石。正模標本EMF102（暱稱為「Cooper」）於2021年根據部分骨骼被描述，包含部分左肩胛骨、部分左肱骨、完整右肱骨、右尺骨、左右恥骨和坐骨、部分左右股骨。另外三具標本也被歸入本屬：EMF164（暱稱為「George」）包含破碎股骨、破碎尺骨、薦前脊椎碎片和肋骨碎片；EMF105是一個完整的股骨；EMF165是一個肱骨遠端。
EMF102的許多骨骼在沉積過程遭到動物踩踏及壓扁，是由數隻體型較小的蜥腳類沿著一條線行走所造成。這群蜥腳類留下一條長約100公尺、被解釋為踩踏帶（trample zone）的足跡印痕，為大型蜥腳類沿著泥濘地或水坑邊緣行走時被踩壓的泥土變硬所形成。類似的踩踏帶現象也可在現今的象群或河馬群觀察到。
2021年，古生物學家史考特·霍克努爾（Scott Hocknull）等人敘述、命名了模式種庫柏澳洲巨龍（Australotitan cooperensis），發表於PeerJ期刊。在正式命名之前，標本曾被非正式地暱稱為「香蕉樹龍（Bananabendersaurus）」。

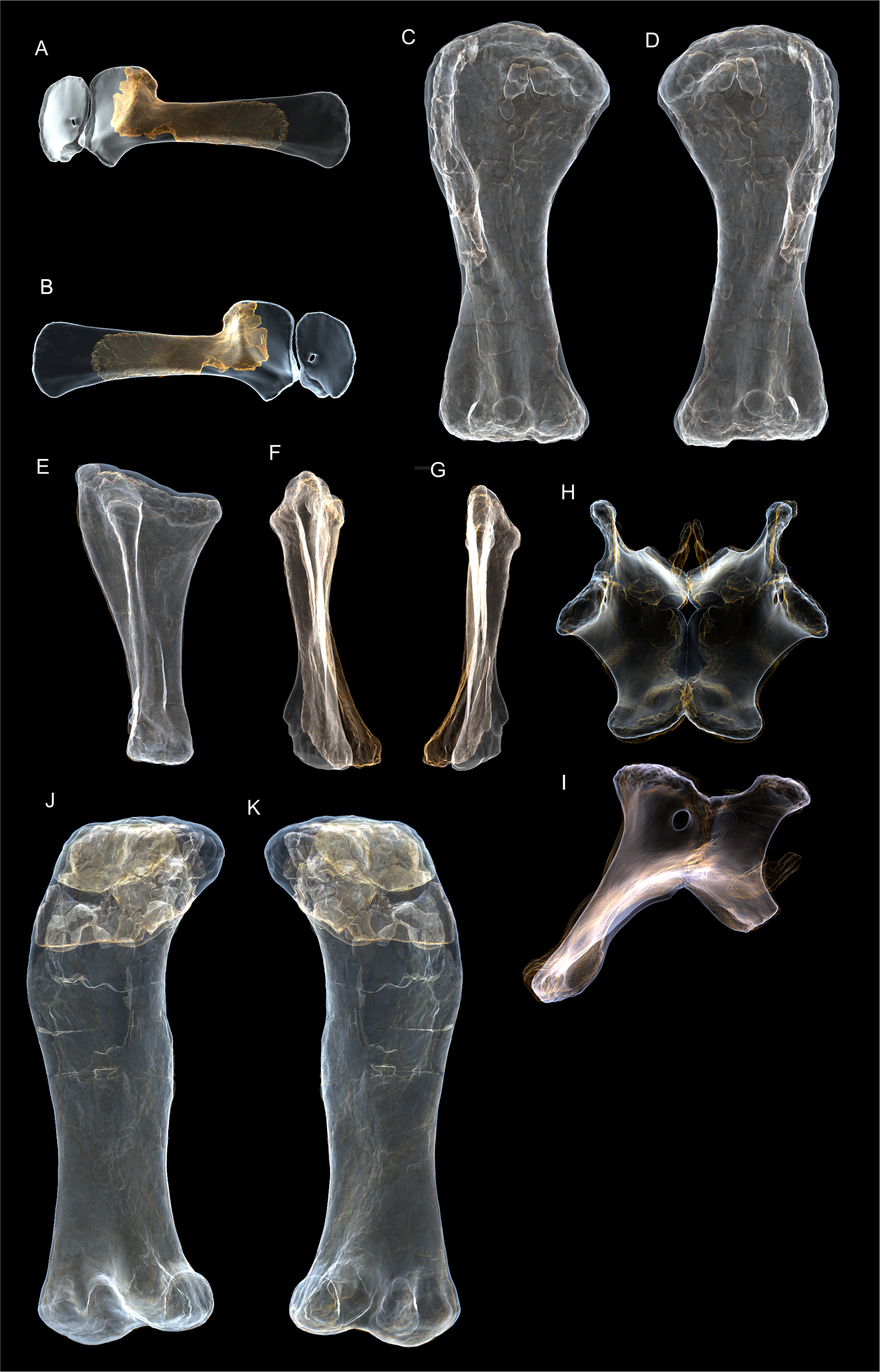
澳洲巨龍正模標本的3D復原圖

研究人員利用電腦3D掃描技術，得以突破地域限制，透過網路將澳洲巨龍標本與其他世界各地的蜥腳類標本作比較。骨骼的掃描模型也成為博物館的數位典藏之一。

## 敘述
EMF164標本的股骨長214.6公分，代表澳洲巨龍是澳洲發現過最大型的恐龍，其體型可能接近富塔隆柯龍和無畏巨龍，只明顯小於巴塔哥巨龍。敘述者避諱提供重量估計值，因為蜥腳類很難提供出可靠的結果是眾所皆知。

## 分類
2021年的系統發生學分析發現，澳洲巨龍及其他三種澳洲泰坦巨龍類：迪亞曼蒂納龍、溫頓巨龍、草原龍有接近親緣關係。同時又與南美洲的薩米恩托龍、探索龍，以及亞洲的寶天曼龍、東陽龍、長生天龍有相似性，這些物種可能構成了一個演化支迪亞曼蒂納龍類。推測這個演化支可能起源於南美洲，再經過南極洲到達澳洲，然後可能又透過跳島遷徙到現在成為東南亞的古群島。